# Manchester, Vermont
Manchester är en kommun (town) i Bennington County i delstaten Vermont, USA. Manchester är en av två huvudorter i Bennington County. Vid folkräkningen år 2010 bodde 4 391 personer på orten. Den har enligt United States Census Bureau en area på totalt 109,4 km² varav 0,3 km² är vatten.  